# Император Го-Сай
Нагахито (良仁), Император Го-Сай (後西天皇), также известный как Император Го-Сайин (後西院天皇 Go-Saiin) (1 января 1638 — 22 марта 1685) — 111-й правитель в истории Японии, правил с 5 января 1655 по 5 марта 1663. Титул Хидэ-но-мия (秀宮)

## Биография
После смерти старшего брата, Императора Го-Комё 5 января 1655 года , Принц Нагахито становится временным Императором Го-Сай, до достижения минимального возраста младшим братом, Наследным Принцем Сатохито (識仁親王).
5 марта 1663 года смещён Наследным принцем Сатохито, достигшем 10 лет.
Вложив сердце в обучение, пишет несколько книг, включая Суйнитисю (水日集).

## Генеалогия
Восьмой сын Императора Го-Мидзуно (後水尾天皇). Имел 27 детей
- Court lady: Принцесса Акико (明子女王) — первая дочь Принца Такамацу-но-мия Ёсихиты (高松宮好仁親王)
  - Первая дочь: Принцесса ?? (誠子内親王)
  - Первый сын: Принц Хатидзё-но-мия Нагахито (八条宮長仁親王) — четвёртый Хатдзё-но-мия
- Фрейлина: Сэйкандзи ?? (清閑寺共子)
  - Второй сын: Принц Арисугава-но-мия Юкихито (有栖川宮幸仁親王) — третий Арисугава-но-мия
  - Вторая дочь: Ни-но-мия (二宮)
  - Третья дочь: Принцесса Соэй (宗栄女王)
  - Четвертая дочь: Принцесса ?? (尊秀女王)
  - Четвёртый сын: Принц Ёсинобу (義延法親王) (Монах-буддист)
  - Шестая дочь: Энкойн-но-мия (円光院宮)
  - Пятый сын: Принц Тэнсин (天真法親王) (Монах-буддист)
  - Седьмая дочь: Кая-но-мия (賀陽宮)
  - Десятая дочь: Принцесса ?? (益子内親王)
  - Одиннадцатая дочь: Принцесса ?? (理豊女王)
  - Тринадцатая дочь: Принцесса ?? (瑞光女王)
- супруга: дочь Ивакуры ?? (岩倉具起)
  - Третий сын: Принц ?? (永悟法親王) (Монах-буддист)
- супруга: дочь Томинокодзи Ёринао (富小路頼直)
  - Пятая дочь: Цунэ-но-мия (常宮)
- супруга: Умэнокодзи ?? (梅小路定子)
  - Восьмая дочь: ?? (香久宮)
  - Девятая дочь: Принцесса ?? (聖安女王)
  - Шестой сын: Принц ?? (公弁法親王) (Монах-буддист)
  - Седьмой сын: Imperial Принц ?? (道祐入道親王)
  - Восьмой сын: Imperial Принц Хатидзё-но-мия Наохито (八条宮尚仁親王) — пятый Хатидзё-но-мия
  - Одиннадцатая дочь: Принцесса ?? (理豊女王)
  - Четырнадцатая дочь: Принцесса ?? (尊杲女王)
  - Пятнадцатая дочь: Принцесса ?? (尊勝女王)
  - Одиннадцатый сын: Принц ?? (良応法親王) (Монах-буддист)
- супруга: дочь of Такацудзи Тоёнаги
  - Девятый сын: ?? (道尊法親王) (Монах-буддист)
- супруга: дочь of Matsuki ?? (松木宗条)
  - Десятый сын
- супруга: Unknown
  - Шестнадцатая дочь: ?? (涼月院)

## Имя
Император Го-Сай не мог занять трон после своего низложения, поэтому он получил новое имя Император Го-Сайин, повторив путь Императора Дзюнны (823—833). Его также звали Сайин но Микадо (西院の帝), или «Император Западного Дворца». В Эпоху Мэйдзи стали называть просто Го-Сай.